# Tropen (geografie)

Wereldkaart waar de tropen met een rode band zijn aangegeven

De tropen is het gebied tussen de keerkringen. Het ligt tussen 23,5 graden noorderbreedte en 23,5 graden zuiderbreedte. Dit gebied wordt gekenmerkt door een gering verschil tussen de lengte van dag en nacht. Het eilandenrijk Indonesië, zuidelijk Azië, de noordelijke helft van Australië, Midden-Amerika en het grootste deel van de continenten Afrika en Zuid-Amerika vallen erbinnen.
In het algemeen spraakgebruik heeft 'tropisch' de  betekenis van warm en vochtig. Planten groeien goed in een tropisch klimaat, vandaar de tropische regenwouden. Een klimaat mag tropisch genoemd worden als de maandtemperatuur van de koudste maand niet onder de 18 °C komt. De normale dagtemperatuur in tropisch gebied bedraagt tussen de vijfentwintig en dertig graden Celsius.